# Petrus Pustet
Petrus Pustet (auch: Johann Jakob Pustet / Buechstött; auch: Pustett) (* 16. März 1764 in Hemau; † 24. April 1825 in Eichstätt) war Bischof des Bistums Eichstätt von 1824 bis 1825.

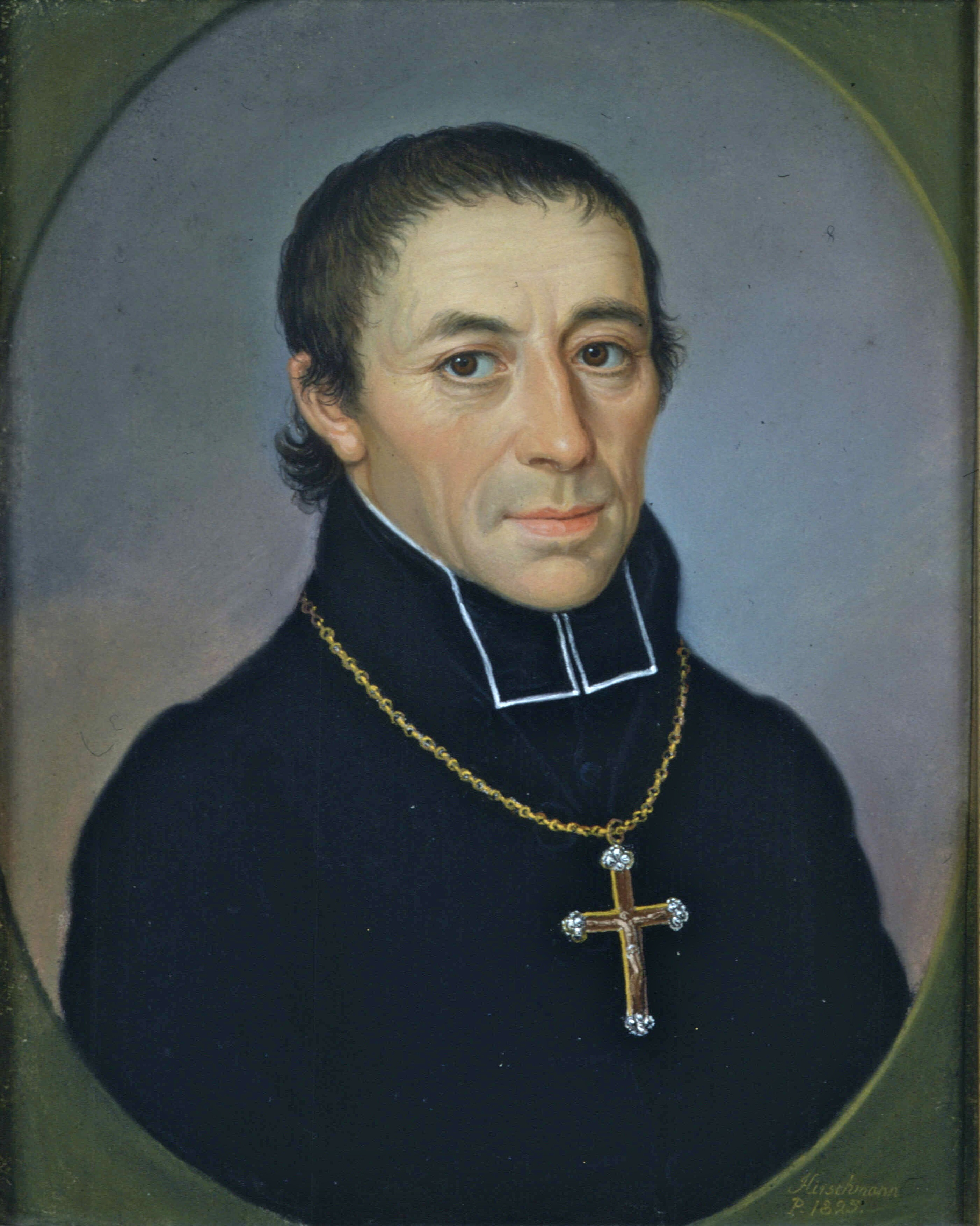
Bischof Petrus Pustet, gemalt von Johann Baptist Hirschmann (1770–1829)

## Der Augustiner-Chorherr
Er stammte aus der Verleger- und Druckerfamilie Pustet, die Familie soll italienischen Ursprungs sein und ursprünglich den Namen "Bustetto" getragen haben, der später auch als "Buechstött" eingedeutscht wurde. 
Geboren als Johann Jakob Buechstött (so der Taufeintrag), besuchte das älteste von sechs Kindern des Hemauer Schulmeisters Johann Georg Bu(e)chstett(er) und seiner Frau Maria Anna geborene Bakl die Klosterschulen von Prüfening und Sankt Emmeram, dann das Regensburger Gymnasium und schließlich das dortige Lyzeum. Mit 20 Jahren trat er 1784 in das Augustiner-Chorherrenstift Rohr ein, erhielt den Klosternamen Petrus und legte am 7. November 1785 seine Profess ab. Im Kloster Rohr studierte er Theologie, am 23. September 1787 erhielt er die Priesterweihe. Zunächst war er Klosterbibliothekar und Aushilfspriester und Festtagsprediger in Rohr und in anderen zum Stift gehörenden Pfarreien.
1790 wurde er an der Universität Ingolstadt zum Doktor der Philosophie promoviert. Anschließend wirkte er als Lehrer am kurfürstlichen akademischen Gymnasium in Ingolstadt, das seinem Orden übertragen war. 1794 ging er ins Stift Rohr zurück, wo er als Novizenmeister wirkte und ab 1796 die Pfarrei Laaberberg als Pfarrvikar pastorisierte. Ab 1796 schreibt er sich Pustet(t). Am 2. September 1801 wählte ihn der Rohrer Convent er zum letzten Stiftspropst und lateranensischen Abt vor der Säkularisation.
In der Säkularisation wurde das Stift Rohr am 29. März 1803 aufgehoben. Er ging nach Kumpfmühl bei Regensburg, dann in die ehemalige Kartause Prüll, wo er zurückgezogen lebte. 1813 oder 1814 ernannte ihn der bayerische König Max I. Joseph zum Distriktsinspektor der katholischen Volksschulen in Regensburg, 1818 zum Geistlichen Rat im Bischöflichen Konsistorium Regensburg. 1821 wurde er einer der ersten Domkapitulare des wiedererrichteten Domkapitels Regensburg. 1823 berief ihn der Bischof von Regensburg zum Offizial.

## Der Bischof

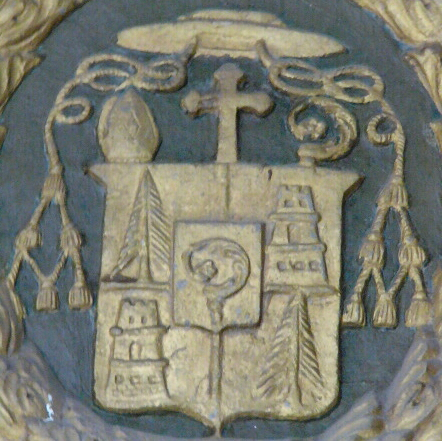
Wappen des Bischofs, von seinem Grabmal.

Wenige Tage nach dem Tod des letzten ehemaligen Eichstätter Fürstbischofs wurde Petrus Pustet am 4. März 1824 von König Max I. Joseph zum Bischof von Eichstätt nominiert und am 24. Mai 1824 zum Bischof ernannt. Die Weihe erfolgte am 3. Oktober 1824 in Eichstätt, am Tag darauf wurde er inthronisiert. Er war der erste nichtadelige Bischof von Eichstätt seit über fünf Jahrhunderten. „Frömmigkeit, Demut, Strenge gegen sich selbst, Rechtschaffenheit, Herzensgüte, Freundlichkeit und Wohltätigkeit gegen die Armen zeichneten ihn aus.“ (Appel/Gatz, S. 580) Sechs Monate nach seinem Amtsantritt brach er entkräftet nach dem Pontifikalamt des Ostersonntags zusammen und starb drei Wochen später. Er wurde im Mittelschiff des Eichstätter Domes bestattet. Ein schlichtes Denkmal im Dom-Kreuzgang erinnert an ihn.

## Sonstiges
Er war der Onkel von Friedrich Pustet (1798–1882), dem Verlagsgründer der Friedrich Pustet KG.